# Loreta Gulotta
Loreta Gulotta (Salemi, 8 maggio 1987) è una schermitrice italiana, specializzata nella sciabola.

## Biografia
Nata a Salemi, ha frequentato l'Istituto d'Istruzione Tecnica G.B. Ferrigno a Castelvetrano. Ha poi conseguito una laurea triennale in scienze politiche a Palermo.
Ha iniziato a praticare la scherma all'età di sette anni nella ASD Mazara Scherma di Mazara del Vallo. 
Dal 2005 si allena a Frascati con il maestro Lucio Landi; fa parte del G.S. Fiamme Gialle.
In ambito nazionale, ha vinto la medaglia d'oro ai Campionati italiani cadetti del 2003, nonché quella di argento nel 2008 e quelle di bronzo nel 2009, 2010, 2011, 2013, 2016 ai Campionati italiani assoluti. Ha inoltre vinto due bronzi nelle Coppe del mondo Junior del 2004 ad Ariccia e del 2006 a Göppingen.
Nel 2009 ha vinto il bronzo agli Europei under 23 a Debrecen. Nel 2013 ha vinto un argento a squadre di sciabola femminile alla XXVII Universiade di Kazan.
Nel 2016 ha partecipato alle Olimpiadi di Rio e nel torneo di sciabola individuale ha battuto l'oro olimpico di Londra 2012> Kim Ji-yeon, ma è stata poi eliminata ai quarti di finale dall'ukraina Ol'ha Charlan; nella gara a squadre si è classificata quarta con le compagne Rossella Gregorio, Irene Vecchi e Ilaria Bianco.
Tra il 2016 e il 2017 ha centrato quattro vittorie e due terzi posti in Coppa del Mondo a squadre, nonché il suo primo oro a squadre agli Europei di Tbilisi e, nel luglio dello stesso anno, l'oro nella medesima competizione al Campionato Mondiale di Lipsia|.
Ha iniziato la stagione 2017/2018 con un argento guadagnato nella Coppa del Mondo di sciabola individuale di Orléans, suo primo podio in questa tipologia di gare, e un oro a quadre risalente alla Coppa del Mondo di Sint-Niklaas.
Nel giugno 2021 con la prova a squadre agli Assoluti di Napoli, chiusa al terzo posto assieme alle compagne delle Fiamme Gialle, chiude la carriera agonistica.

## Palmarès

### Risultati élite
In carriera ha ottenuto i seguenti risultati:
Giochi olimpici
Individuale
A squadre
- 4º classificato nella sciabola a Rio de Janeiro 2016

Mondiali
Individuale
A squadre
- Oro nella sciabola a Lipsia 2017

Europei
Individuale
A squadre
- Oro nella sciabola a Tbilisi 2017

Universiadi
Individuale
A squadre
- Argento nella sciabola a Kazan' 2013

Campionati italiani
Individuale
- Argento nella sciabola a Jesi 2008
- Bronzo nella sciabola a Tivoli 2009
- Bronzo nella sciabola a Siracusa 2010
- Bronzo nella sciabola a Livorno 2011
- Bronzo nella sciabola a Trieste 2013
- Bronzo nella sciabola a Roma 2016

A squadre

### Risultati giovani
Mondiali giovani
Individuale
A squadre
- Bronzo nella sciabola a Taebaek 2006

Europei Under-23
Individuale
- Bronzo nella sciabola a Debrecen 2009

A squadre
Europei giovani
Individuale
A squadre
- Oro nella sciabola a Tapolca 2005
- Bronzo nella sciabola a Poznań 2006

Coppa del Mondo
Un argento e due bronzi (Junior) individuali; 3 ori e 2 bronzi a squadre